# Joaquim Montoy i Escuer
Joaquim Montoy i Escuer (Alcarràs, 1832 - Barcelona, 19 de desembre de 1889) fou un pedagog i assagista català.

## Biografia
Fou fill de Pere Montoy i Pompido, també d'Alcarràs, i de Vicenta Escuer i Nuet, de Vilanova d'Alpicat, neta del metge Jaume Nuet i de Paula Gòdia, pubilla de ca l'Hereu. Joaquim Montoy es va casar amb Francesca Font i Quintana, de Lleida, traslladant-se a Barcelona com a professor de magisteri. Va ser anomenat professor de l'escola pública d'Hostafrancs el 1858. L'any 1871 seria director de l'Escola Municipal Ampliada d'aquella ciutat. Per poder establir-s'hi, el seu pare i l'àvia, Cecília, li havien fet donació anticipada de part de l'herència que li corresponia.
Gran pedagog, fundà i dirigí les publicacions El Clamor del Magisterio (1866-1886) que fou un influent periòdic professional i La independencia del Magisterio. Col·laborà assíduament amb La Correspondencia de Cataluña. Creà i aplicà amb molt d'èxit el seu sistema educatiu, conegut com a Escola Montoiana.
Entre molts altres treballs va escriure les obres Carril de la Lectura, Tablas de Aritmética, Arte de Analizar, Tratado de análisis lógico instructivo i Grandes Cuadros de Análisis.
Joaquim Montoy s'esforçà a millorar les condicions de vida dels mestres, en aquella època molt precàries, ja que depenia del municipi satisfer-li els honoraris, que solien fer sempre tard i de mala gana, per la càrrega que suposava, sobretot als pobles de poc veïnat. A més, era norma encarregar al mestre altres feines complementàries a més de la pròpia, com les d'escrivà, organista, inspecció de pesos i mesures, entre altres de similars.
Montoy no escatimà esforços per aconseguir que els mestres fossin funcionaris de l'Estat. En un dels seus escrits reivindicatius deia: “Los maestros necesitan cobrar religiosamente y con puntualidad sus mezquinos haberes”. Recordem la dissortada i antiga dita: “té més fam que un mestre d'escola” o els afegits que invariablement apareixen en totes les partides de defunció de segles passats: “no va fer testament, perquè no tenia de què”, o bé, “morí pobre”.
En reconeixença dels seus mèrits, el Govern el nomenà en tres ocasions Cavaller de la Reial Orde de Carles III. Joaquim Montoy morí al núm. 147 del passeig de Gràcia de Barcelona, el 20 de desembre de 1889, als cinquanta-set anys, sent enterrat al Cementiri de l'Est (Cementiri de Montjuïc).
Alcarràs l'ha recordat donant-ne el nom a la biblioteca pública.